# Sigriswil

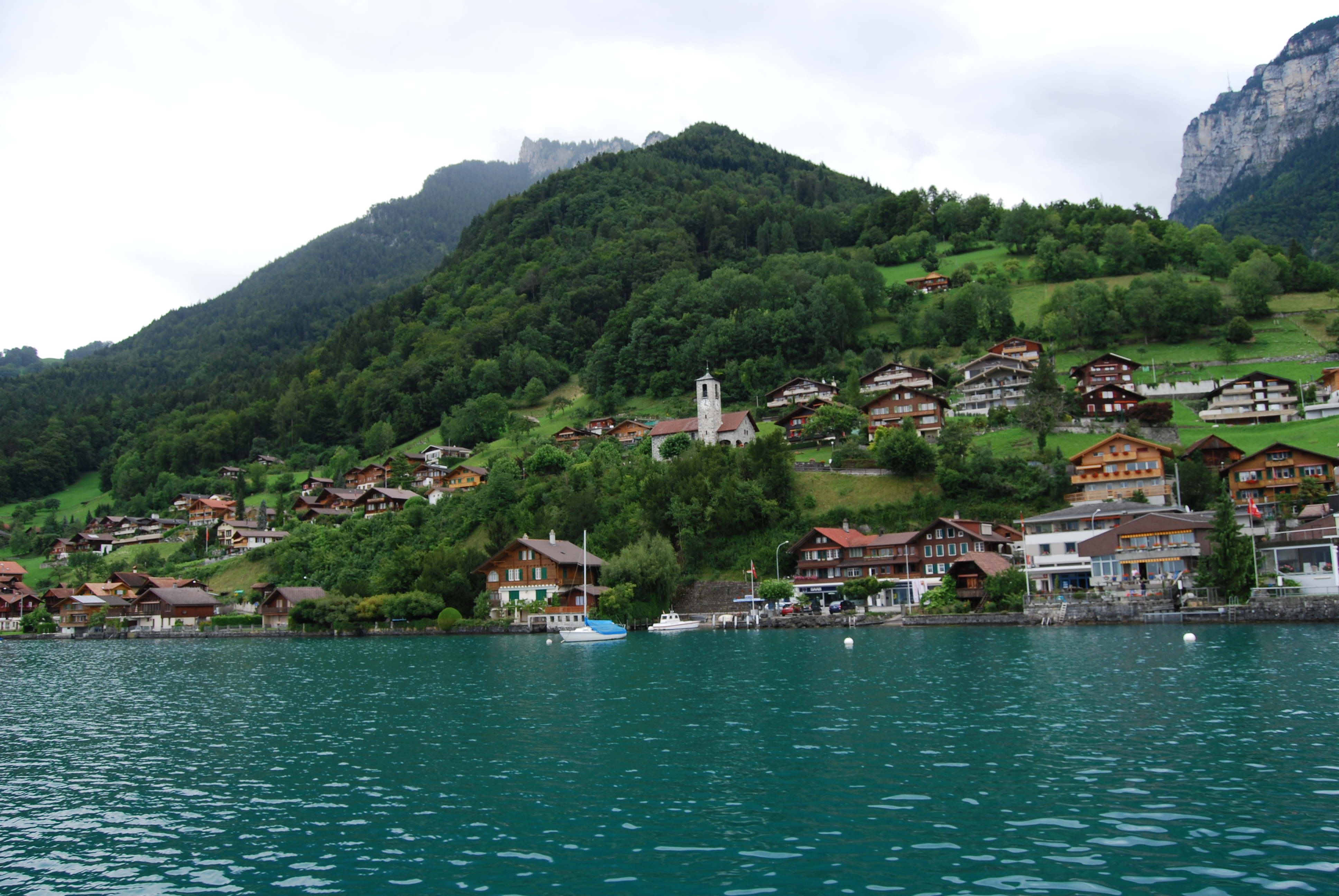
Merligen (Sigriswil)

Sigriswil es una comuna suiza del cantón de Berna, situada en el distrito administrativo de Thun. Limita al norte con la comuna de Horrenbach-Buchen, al este con Beatenberg, al sur con el lago de Thun y las comunas de Leissigen, Krattigen y Spiez, y al oeste con Oberhofen am Thunersee, Heiligenschwendi y Teuffenthal.

La comuna está compuesta por las siguientes localidades: Aeschlen ob Gunten, Bäregg, Bärenegg, Beatenbucht, Beiweg, Buchholz, Endorf, Felden bei Sigriswil, Gunten, Halten bei Gunten, Halten bei Schwanden, Herzogenacker, Kieni, Kirchacker bei Aeschlen, Mattacker, Im Matt, Meiersmaad, Merligen, Mösern, Nachtstall, Nastel, Oberhusen, Pressern, Ralligen, Rekholtern, Ringoldswil, Rötzbach, Säge, Sägebogen, Scheuermatte, Schönörtli, Schwanden, Schwendli, Sigriswil, Stalden, Thül, Tschingel ob Gunten, Wiler y Zelg bei Endorf. Hasta el 31 de diciembre de 2009 situada en el distrito de Thun.

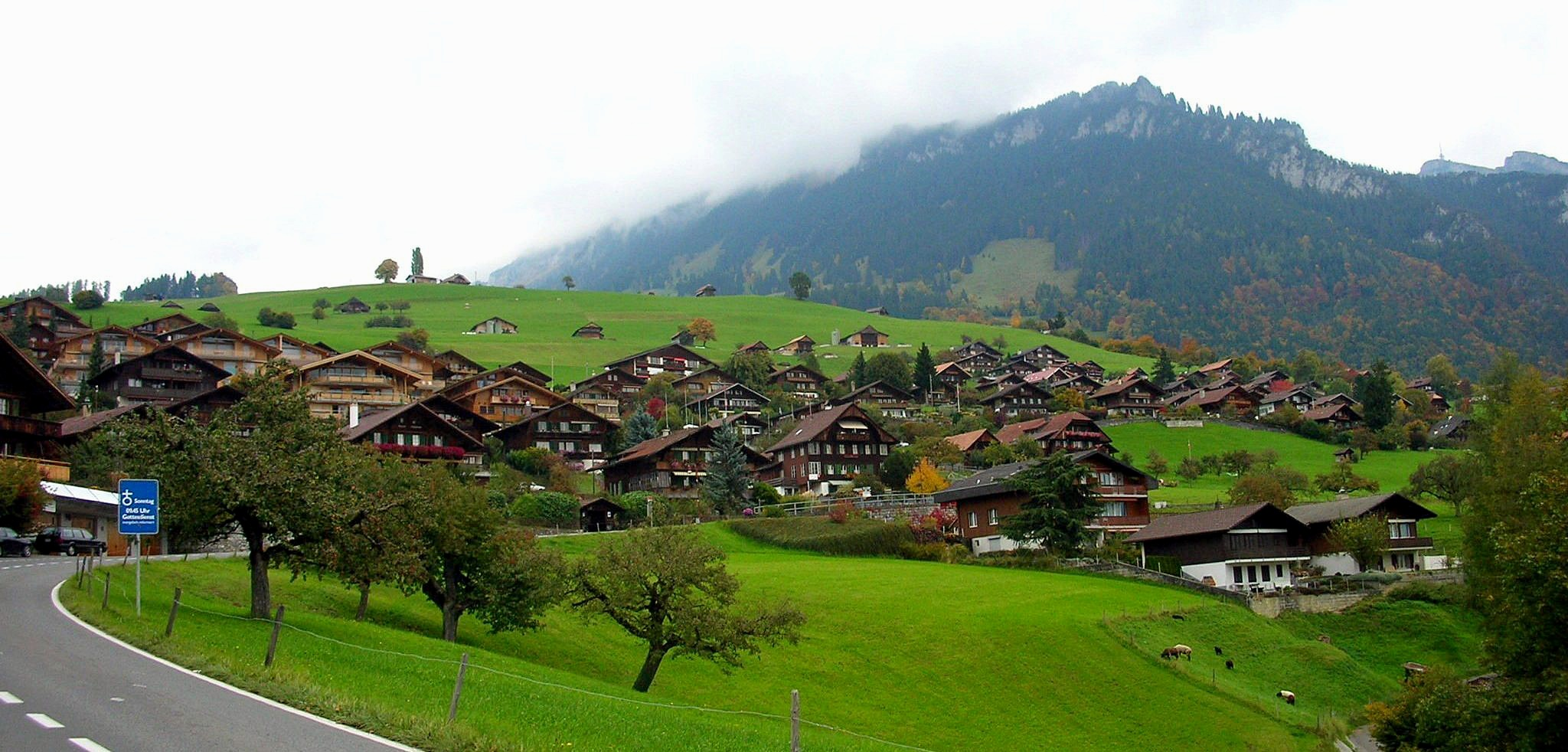
Paisaje de Sigriswil

## Hermanamientos
- Villa General Belgrano, Argentina